# Dundee Repertory Theatre

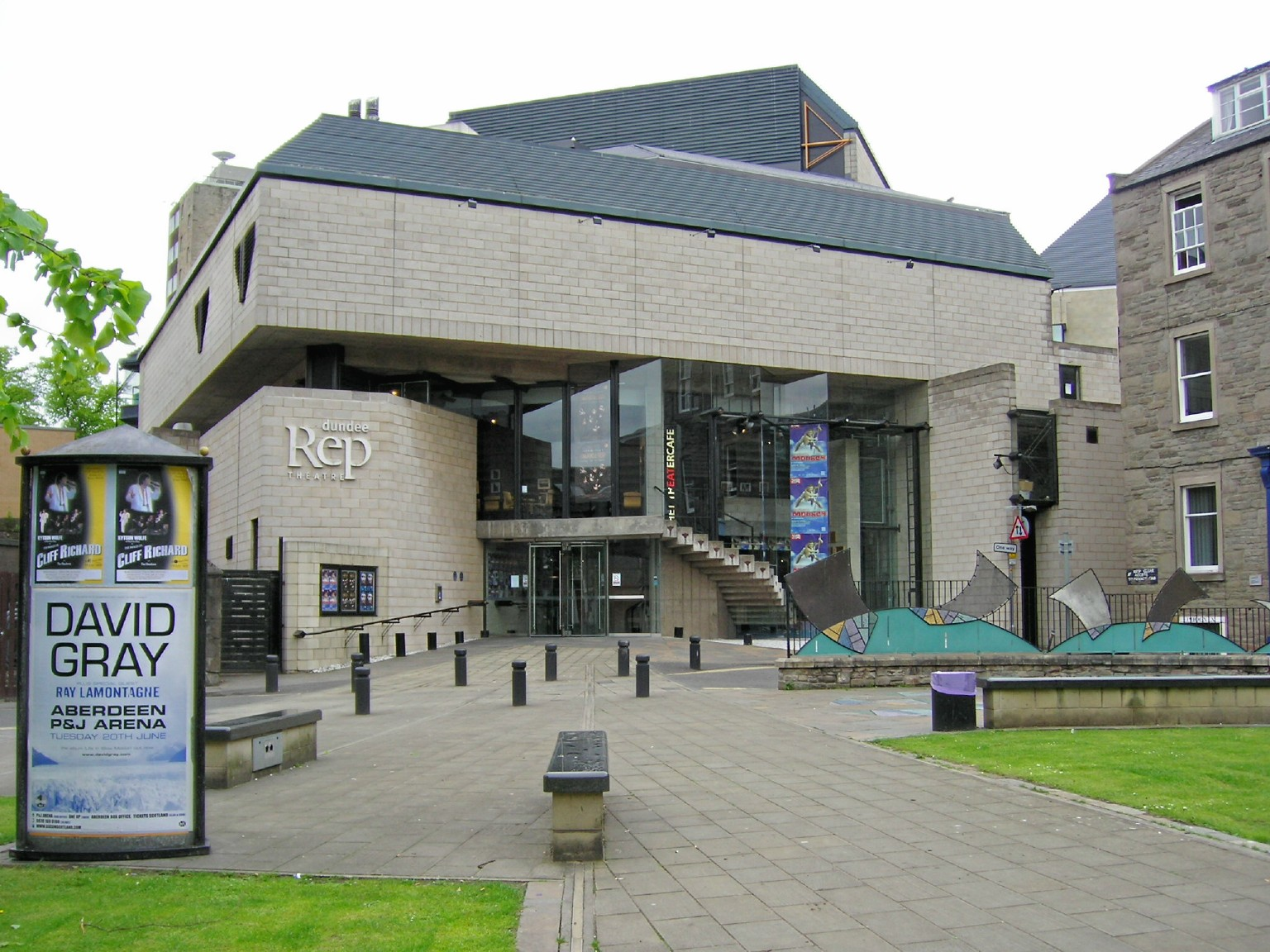
Dundee Repertory Theatre

Le Dundee Repertory Theatre ou Dundee Rep est un théâtre de la ville de Dundee en Écosse. En sus d'accueillir des spectacles et des concerts, il produit également six à sept créations par an et abrite le Dundee Rep Ensemble, la seule compagnie théâtrale écossaise embauchant des acteurs à plein temps, ainsi que le Scottish Dance Theatre, une troupe de ballets contemporains.
Situé sur Tay Square, dans le quartier culturel de Dundee, le Dundee Rep est l'un des théâtres régionaux les plus actifs du Royaume-Uni avec plus de 70 000 spectateurs par an.

## Histoire

### La fondation et les premières années
Durant les années 1930, les théâtres de Dundee ont été convertis en masse en salles de cinéma, en raison de la grande popularité du cinéma. C'est dans ce contexte que Robert Thornely, manager de la dernière compagnie itinérante de théâtre de Dundee, décida de trouver un endroit où fixer sa troupe professionnelle, afin de s'assurer d'avoir toujours une scène à sa disposition. Thornely prit contact avec la Dundee Dramatic Society, une compagnie d'amateurs qui, eux aussi confrontés au manque de salles, avait acheté un moulin à jute désaffecté, le Foresters' Hall. Le Dundee Repertory Theatre, une collaboration entre ces deux compagnies d'amateurs et de professionnels, vit ainsi le jour en mai 1939.
Malgré la tourmente de la Seconde Guerre mondiale, le Dundee Rep donnait une représentation par semaine, et conserva d'ailleurs ce rythme après-guerre, pendant les années 1940 et 1950.

### Une nouvelle salle
En 1963, un incendie détruisit entièrement Foresters' Hall, et la compagnie vécut un retour forcé à une existence nomade. Toutefois, un refuge temporaire fut trouvé dans une ancienne église de Lochee Road - temporaire, mais la compagnie y resta pendant dix-huit années.
Des négociations avec la ville de Dundee et le Scottish Arts Council ont mené à un accord ; le Dundee Repertory Theatre construirait sa propre salle sur un terrain donné par l'université de Dundee.
Les travaux ont commencé en janvier 1979 sous la houlette de Robert Robertson, le directeur artistique de l'époque ; ils furent toutefois presque arrêtés en raison de la hausse des coûts et de l'inflation. Un appel de fonds récolta £ 60 000 en six semaines, réunissant ainsi la somme totale de £ 200 000, bien au-delà de ce qui pouvait être espéré dans une ville en pleine récession économique, ce qui permit l'achèvement des travaux.
Le nouveau théâtre ouvrit ses portes le 8 avril 1982. Conçu par les architectes du cabinet Nicoll Russel Studios, il pouvait accueillir 455 spectateurs dans son auditorium ; le bâtiment reçu un Civic Trust Award en 1984 et un RIBA Architecture Award en 1986.

### Les années 1990
Robert Robertson quitta le Dundee Rep en 1990 et, en 1992, Hamish Glen fut nommé directeur artistique.
C'est cette même année que d'importants travaux furent entrepris sur le bâtiment ; les ateliers et le plateau technique furent agrandis, et des studios de danse ajoutés. En 1996, le nouveau Dundee Rep reçu le prix TMA / Martini Award (Best Overall Production in the UK).
Depuis 1999, le Dundee Rep accueille une troupe permanente de 14 acteurs professionnels.

## Le Rep aujourd'hui
Au printemps 2003, James Brining et Dominic Hill ont remplacé Hamish Glen en tant que directeurs artistiques de la compagnie.
En 2004, les Critics' Awards for Theatre in Scotland ont décerné au Dundee Rep leurs prix de Meilleure Création, Meilleur Directeur Artistique (Dominic Hill), Meilleur Acteur (John Bett), Meilleure Mise en Scène et Meilleure Musique (pour la Douzième Nuit) ainsi que cinq autres nominations. Cette année-là, un nouveau studio de danse fut adjoint au bâtiment, qui abrite aussi un restaurant disposant d'un espace qui lui permet d'accueillir des concerts ainsi que des lectures de poésie et des expositions.
Si le Dundee Rep crée régulièrement ses propres productions, il accueille aussi des pièces du répertoire classique ainsi que des travaux d'auteurs contemporains. La compagnie a ainsi récemment joué Le Conte d'hiver, une tragicomédie de William Shakespeare, en Iran, sous l'égide du British Council. La pièce a été mise en scène à Vahdat Hall (Téhéran).
La salle abrite, outre du théâtre classique et contemporain, de la danse contemporaine, de l'opéra et du jazz.